# Друга поправка до Конституції США

Білль про права

Друга поправка до Конституції США (англ. Second Amendment to the United States Constitution) набрала чинності 15 грудня 1791 року й була частиною Білля про права. Вона гарантує право громадян на вільне зберігання та носіння вогнепальної зброї.

## Текст поправки
| Через те, що для безпеки вільної держави необхідне добре організоване ополчення, право народу мати і носити зброю не повинне обмежуватися. Оригінальний текст (англ.) A well regulated Militia, being necessary to the security of a free State, the right of the people to keep and bear Arms, shall not be infringed. |

## Трактування поправки
Найвідомішим випадком трактування другої поправки є судовий процес 2008 року під назвою «Округ Колумбія проти Геллера». Під час цього процесу Верховний Суд США ухвалив декілька рішень:
- Що розуміти під поняттям «... організована міліція ...» (у іншому варіанті перекладу — ополчення): усіх громадян чи чоловіків певного віку, що мають право носити зброю? Згідно з рішенням суду, поняття «організована міліція» йде від середньовічної Англії, де вільні люди були зобов'язані вступати в королівське ополчення із власною зброєю.
- «... право народу мати і носити зброю ...»: чи це поняття обмежується виключно використанням зброї у військових цілях чи й у особистих? Згідно з рішенням суду, друга поправка не обмежує громадян у володінні та носінні зброї у власних цілях.